# Верёвкин-Шелюта, Флориан Фомич
Флориа́н Фоми́ч Верёвкин-Шелю́та (бел. Флярыян Вяроўкін-Шэлюта; ок. 1800 — 11 ноября 1867, имение Засимовичи, Пружанский уезд, Гродненская губерния) — генерал-лейтенант императорской российской армии.

## Происхождение
Из белорусского шляхетского рода Верёвкиных-Шелют. Уроженец Рогачёвского уезда Могилевской губернии, вероятно родился в околице Светиловичи. Брат Степана Фомича Верёвкина-Шелюты.

## Военная служба
Для научения порядка службы определен в Дворянский полк 15 марта 1815. Унтер-офицер (2 сентября 1817).
Произведён в прапорщики (6 мая 1819) в Белостокский пехотный полк, подпоручик (20 мая 1820), поручик (13 июня 1821), штабс-капитан (8 мая 1825).
Переведён в Модлинский пехотный полк (4 февраля 1831), капитан (24 июня 1833, со старшинством с 1 января 1833). Произведён в майоры с переводом в Прагский пехотный полк (21 марта 1837). По воле начальства переведён обратно в Модлинский пехотный полк (14 мая 1838). Утверждён батальонным командиром (21 сентября 1838). За отличие по службе — подполковник (27 декабря 1842).
По воле начальства переведён в Люблинский егерский полк (1 сентября 1845). За отличие по службе — полковник (18 октября 1847). Назначен командующим бывшею 2-ю бригадою резервной дивизии 5-го пехотного корпуса с переводом в 5-й резервный батальон Волынского пехотного полка (31 января 1850). По расформировании резервных войск назначен заведующим кадрами запасных батальонов 5-го пехотного корпуса в г. Воронеж, куда и прибыл (29 сентября 1851). Назначен командующим бывшею резервною бригадою 14-й пехотной дивизии (11 апреля 1853), считался по Волынскому пехотному полку, кандидат в полковые командиры для назначения в 5-й пехотный корпус (1855).
За отличие по службе произведён в генерал-майоры (8 сентября 1855). По случаю переформирования резервных батальонов поступил в 7-й Елецкий батальон запасного пехотного полка 9-й пехотной дивизии с оставлением при этой же должности (26 ноября 1855). Зачислен по армейской пехоте в запасные войска (30 ноября 1856).
Произведён в генерал-лейтенанты с увольнением от службы (11 апреля 1861).
В отпусках и в штрафах по суду и без суда и под следствием не был.

## Участия в военных действиях
- в подавлении Польского восстания — 1831;
- в 1833 в составе вспомогательного отряда в помощь турецкому султану в Царьград;
- в экспедициях против горцев в 1844—1845 (правый берег Аргуна, Беной);
- с июня 1848 по сентябрь 1849 в Молдавии, Валахии и Транильвании, в январе 1850 прибыл в Россию.

## Награды и поощрения

### Российские награды
- Польский знак за военные достоинства 4-й степени (1831).
- Орден Святого Станислава 3-й степени (18 декабря 1834, за отлично-усердную и ревностную службу).
- Орден Святой Анны 3-й степени с бантом (28 ноября 1845, за отличную храбрость в сражении с горцами).
- Орден Святого Георгия 4-й степени (26 ноября 1847, за 25 лет, № 7754 по списку Григоровича — Степанова).
- Орден Святой Анны 2-й степени (31 декабря 1849, за отличие в делах против мятежных Венгров).
- Золотая полусабля с надписью «За храбрость» (11 сентября 1849, «В воздаяние за отличное мужество и храбрость, оказанные в сражениях против мятежных Венгров в Июле сего года, при проходе с боя Темишского Ущелья и при занятии г. Кронштадта с цитаделью»).
- Орден Святого Владимира 3-й степени (12 ноября 1849, за отличие в делах против мятежных Венгров).
- Серебряная медаль «За усмирение Венгрии и Трансильвании» (1849).
- Бронзовая медаль «В память войны 1853—1856» (1856).
- Знак отличия беспорочной службы за XXV лет (1849).
- Знак отличия беспорочной службы за XXX лет (1854).
- Знак отличия беспорочной службы за XXXV лет (1856).

### Иностранные награды
- Австрийский орден Железной короны 2-й степени (1850).
- Турецкая золотая медаль в память пребывания российских войск в Босфоре в 1833 (1833).

### Высочайшие благоволения
- 1833, 29 августа — за отлично-усердную и ревностную службу.
- 1837, 4 сентября — за отлично-усердную и ревностную службу.
- 1847, 1 января — за особенную заботливость и сбережение нижних чинов при возвращении войск 5-го пехотного корпуса с Кавказа.
- 1847, 13, 14, 16, 17, 18 и 19 сентября — за учение в присутствии Государя Императора.
- 1853, 24 апреля — за скорое и успешное формирование запасных батальонов 5-го пехотного корпуса.
- 1854, 26 сентября — за отличное состояние 6-ти резервных батальонов Волынского и Минского пехотных полков, выступивших из Николаева в Крым.
- 1855, 26 сентября — за смотр в присутствии Государя Императора.

### Денежные поощрения и подарки по чину
- 1835 — единовременно 450 рублей.
- 1838 — годовое жалованье.
- 1855 — подарок по чину.

## Семья
Женат (брак заключен в 1858) с вдовою капитана Бартдинского Анной Осиповной (умерла 7 апреля 1859). Сын Павел (3 апреля 1859).